# Campeonato Nacional de Martinica 2015-16
El Campeonato Nacional 2015-16 fue la edición número 96 del Campeonato Nacional de Martinica.

## Formato
En el torneo participaron 14 equipos que jugaron dos veces entre sí mediante el sistema todos contra todos, totalizando 26 partidos cada uno. Al término de las 26 jornadas el club con el mayor puntaje se proclamó campeón y junto al subcampeón, de cumplir con los requisitos establecidos, pudo participar en el Campeonato de Clubes de la CFU 2017. Por otra parte, los 3 últimos clasificados descendieron a la Promoción de Honor de Martinica.

## Tabla de posiciones
Se asignaron cuatro puntos por victoria, dos por empate y uno por derrota.
  Actualizado el 14 de octubre de 2016.
| Pos. | Equipo             | PJ | PG | PE | PP | GF | GC | DG  | Pts. | Clasificado a                           |
| ---- | ------------------ | -- | -- | -- | -- | -- | -- | --- | ---- | --------------------------------------- |
| 1    | Golden Lions FC    | 25 | 18 | 5  | 2  | 56 | 18 | +38 | 84   | Campeón, Campeonato CFU 2017 y CAF 2017 |
| 2    | Club Franciscain   | 25 | 14 | 6  | 5  | 50 | 18 | +32 | 73   | Campeonato CFU 2017 y CAF 2017          |
| 3    | Club Colonial      | 25 | 13 | 8  | 4  | 46 | 19 | +27 | 72   | Campeonato de las Antillas 2017         |
| 4    | CS Case-Pilote     | 25 | 14 | 3  | 8  | 38 | 27 | +11 | 70   | Campeonato de las Antillas 2017         |
| 5    | Golden Star        | 25 | 10 | 8  | 7  | 43 | 32 | +11 | 63   |                                         |
| 6    | RC Rivière-Pilote  | 25 | 10 | 8  | 7  | 28 | 31 | −3  | 63   |                                         |
| 7    | Essor-Préchotain   | 25 | 10 | 7  | 8  | 32 | 25 | +7  | 62   |                                         |
| 8    | Good Luck          | 25 | 9  | 8  | 8  | 29 | 31 | −2  | 60   |                                         |
| 9    | Excelsior          | 25 | 7  | 9  | 9  | 23 | 33 | −10 | 55   |                                         |
| 10   | New Star de Ducos  | 25 | 9  | 3  | 13 | 28 | 52 | −24 | 55   |                                         |
| 11   | Aiglon du Lamentin | 25 | 8  | 4  | 13 | 31 | 36 | −5  | 53   |                                         |
| 12   | Samaritaine        | 25 | 5  | 12 | 8  | 28 | 35 | −7  | 52   | Promoción de Honor 2016-17              |
| 13   | Emulation          | 25 | 4  | 5  | 16 | 20 | 46 | −26 | 42   | Promoción de Honor 2016-17              |
| 14   | US Marinoise       | 25 | 0  | 2  | 23 | 9  | 58 | −49 | 27   | Promoción de Honor 2016-17              |